# Farsetto

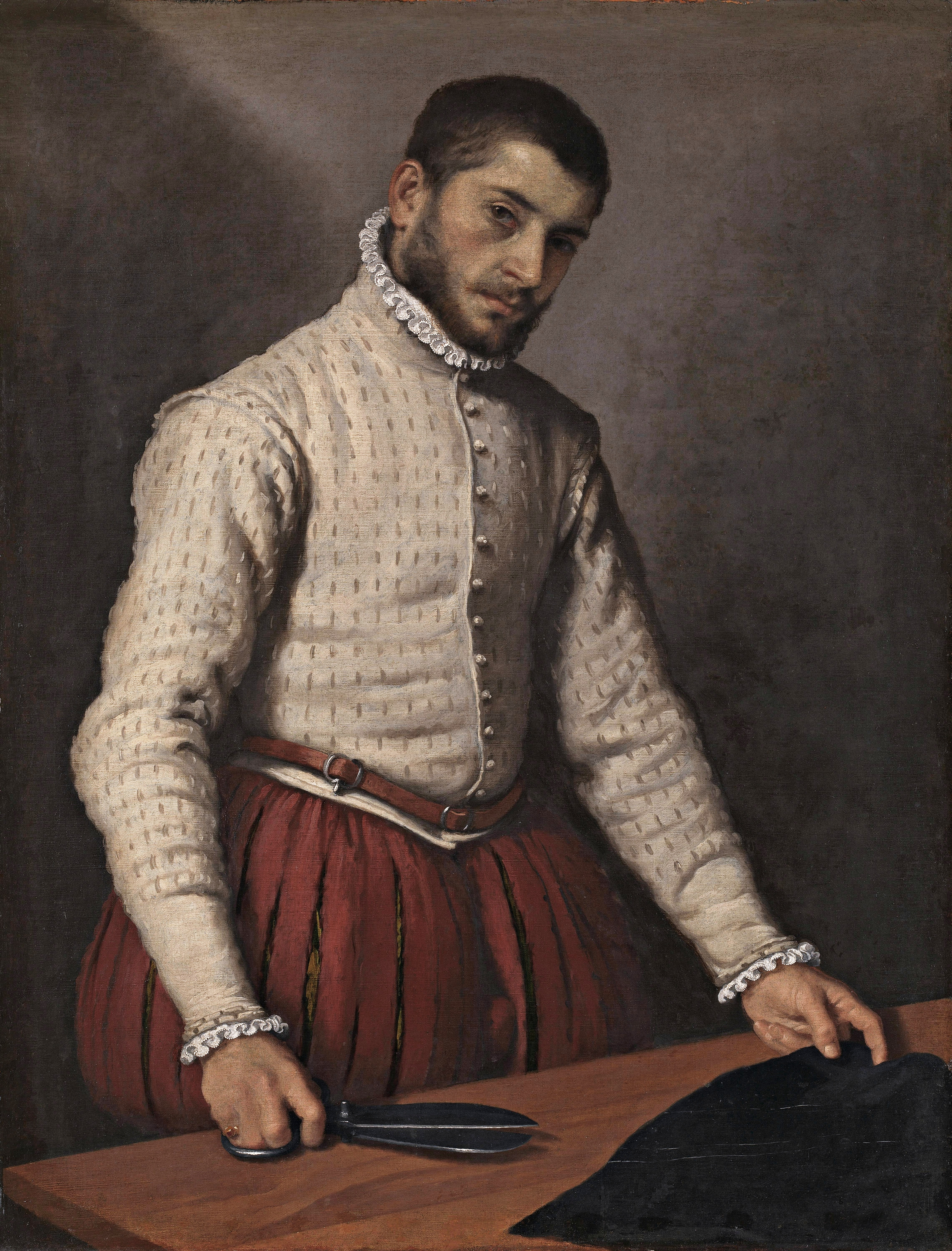
Lo sconosciuto sarto nel famoso ritratto del 1570 di Giovanni Battista Moroni indossa un classico esempio di farsetto

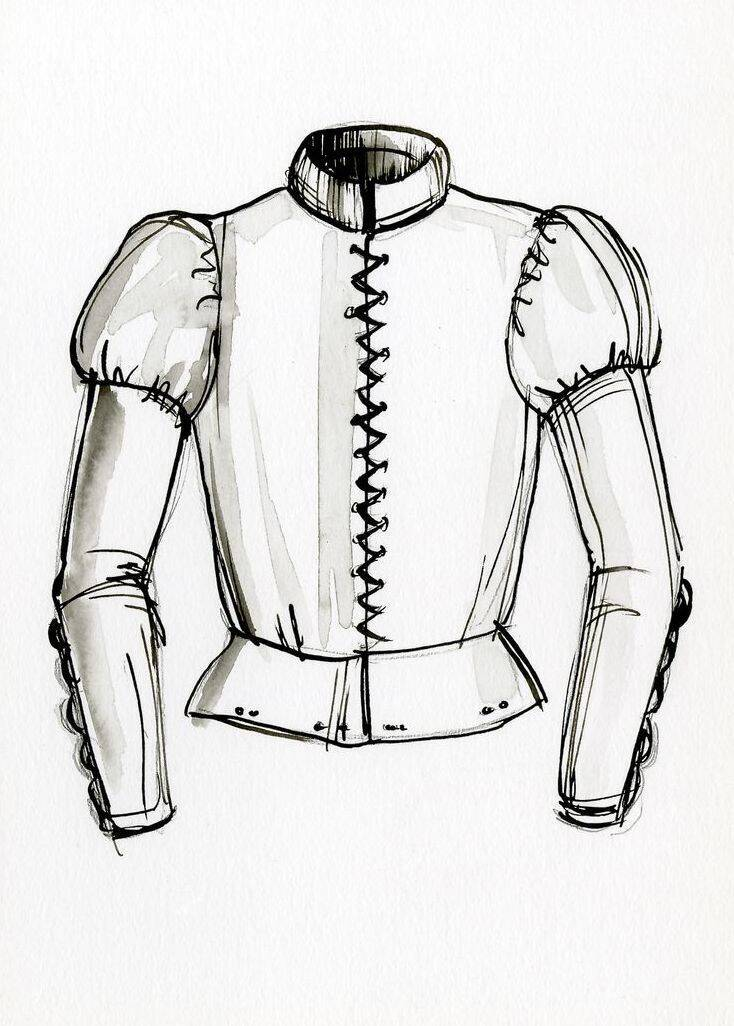
Disegno di un farsetto

Il farsetto (in inglese doublet, in francese pourpoint) era un indumento maschile, corto e leggermente imbottito, di solito con una abbottonatura sulla parte anteriore, con o senza maniche.
Uno dei principali capi d'abbigliamento degli uomini del quindicesimo e sedicesimo secolo, fu un elemento distintivo del passaggio dalla moda del Medioevo a quella del Rinascimento.

## Descrizione
Si trattava di un capo di abbigliamento utilizzato dagli uomini appartenenti a una classe sociale medio-alta. Nonostante vari aggiornamenti e mutamenti di stile e di materiali, il disegno del farsetto rimase pressoché invariato nel corso dei secoli.

## Origini e sviluppo
La forma di base del farsetto proveniva dal pourpoint, una camicia imbottita, originariamente indossata dai cavalieri, al di sotto dell'armatura. Il nome doublet deriva dalla tecnica di realizzazione del capo, composto da più strati di tessuti sovrapposti. Lo strato più interno era normalmente in lino, il materiale più confortevole a contatto della pelle nuda, mentre gli stati esterni in seta pesante, lana o velluto. A seconda della moda del momento il numero di strati e l'imbottitura potevano variare.
Nel XV secolo il capo era molto elegante, chi poteva permetterselo lo aveva di velluto, dai colori sgargianti, damascato o anche monocolore blu o bordeaux, il farsetto monocromatico aveva il pregio di far risaltare le maniche e il colletto (a V) rifiniti d'oro o bordati di pelliccia. Inoltre le grandi collane d'oro arricchivano l'abbigliamento. Verso metà secolo il farsetto aveva le spalline a sbuffo, particolarmente ampie e poteva essere aderente oppure largo in modo che la cintura stretta in vita creava un movimento e una dinamicità nel panneggio.  Fra il quindicesimo e il sedicesimo secolo furono aggiunte imbottitura anche sulle braccia e sulle spalle, facendo apparire il capo estremamente ingombrante. Addirittura una moda del tardo sedicesimo secolo imponeva una tale imbottitura sull'addome da dare l'illusione di una gravidanza.
Inizialmente il farsetto era completamente accollato, ma verso la fine del quindicesimo secolo si adeguò al cambiamento delle mode, divenne dapprima più largo ma non imbottito (a parte le spalline molto ampie, che tuttavia di stringevano molto dal gomito in poi), mutando il suo design con una scollatura a "V" verso il 1450 e verso il 1490 con un'ampia scollatura a barca. Il farsetto divenne dapprima lavorato a rombi e in seguito imbottito. Anche le maniche, inizialmente strette dalle spalle ai polsi, mutarono, diventando molto gonfie nella parte superiore. Spesso le maniche erano capi separati dal busto, legate al resto del farsetto tramite dei piccoli agganci, nascosti da alette.
Verso il 1530 il farsetto appariva di nuovo accollato, ma al posto dello scollo a V quattrocentesco, nacque una sorte di colletto chiamato lattughina e in seguito verso il 1570 divenne un ampio collare bianco merlettato e inamidato chiamato gorgiera e che divenne un accessorio a parte.

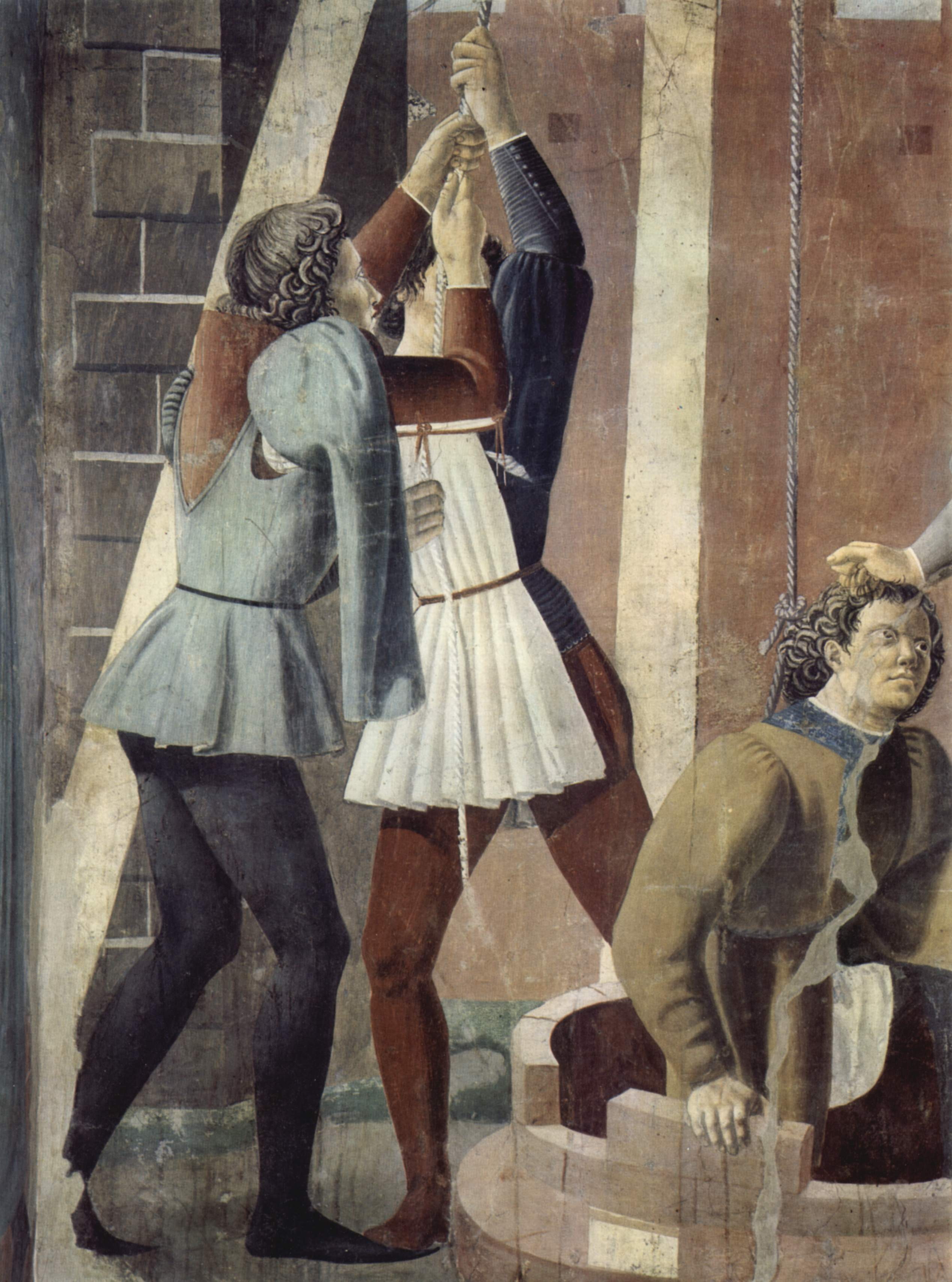
Piero della Francesca. Esempio di farsetto tardo-gotico, XV secolo

Il farsetto scomparve verso il 1690,  sostituito dal gilet.

## Il farsetto nei tempi moderni
Nell’abbigliamento dei militari, viene definito farsetto una camiciola indossata sotto la giubba dell’uniforme; nei marinai una maglietta con collo a barchetta in cotone, in genere a maniche corte, da indossare sotto la camicia d'ordinanza o sotto la tuta operativa.